# Malaysia Open 1964
Die Malaysia Open 1964 im Badminton fanden im August 1964 (auf Januar 1965 verschoben) in Singapur statt. Es war die 23. Austragung der internationalen Titelkämpfe im Badminton von Malaysia.

## Finalergebnisse
| Disziplin    | Sieger                             | Finalist                 | Ergebnis           |
| ------------ | ---------------------------------- | ------------------------ | ------------------ |
| Herreneinzel | Billy Ng                           | Tan Aik Huang            | 4–15, 15–12, 15–10 |
| Dameneinzel  | Sylvia Tan                         | Teoh Siew Yong           | 11–6, 11–0         |
| Herrendoppel | Tan Yee Khan Ng Boon Bee           | Teh Kew San Lim Say Hup  | 15–7, 15–7         |
| Damendoppel  | Teoh Siew Yong Rosalind Singha Ang | Sylvia Tan Ho Cheng Yoke | 15–13, 15–12       |